# Dsjovdet Gadsjijev
Akhmed Dsjovdet Ismail Ogly Gadsjijev (russisk: Ахмед Джовдет Исмаил оглы Гаджиев tr. Akhmed Dsjovdet Ismail Ogly Gadsjijev ; aserbajdsjansk: Hacıyev Əhməd-Cövdət İsmayıl oğlu ; født 5. juni 1917 i Sjeki i Det Russiske Kejserrige (i det nuværende Aserbajdsjan), død 18. januar 2002 i Baku) også kendt som Jovdat Hajiyev var en aserbajdsjansk komponist og lærer.
Gadsjijev blev i 1935 indskrevet på musikkonservatoriet i Baku, hvor han studerede under Uzeyir Hajibeyov, Sergej Vasilenko og senere Dmitrij Sjostakovitj. Året efter komponerede Gadsjijev sin første symfoni, Symfoni nr. 1, den første symfoni skrevet af en aserbajdsjansk komponist. Værket medførte, at Gadsjijev blev optaget på Moskvas musikkonservatorium i 1938.
Han skrev 9 symfonier, orkesterværker, kammermusik, en opera (Vatan), oratorier, soloinstrumentalværker etc.
Han blev efter sin studietid og afgangseksamen fra Azerbaijan State Conservatory ansat som lærer i komposition og teori samme sted.[kilde mangler] Han er nok mest kendt som symfoniker og hører til de ledende komponister fra Aserbajdsjan.

## Udvalgte værker
- Symfoni nr. 1 (1936) - for orkester
- Symfoni nr. 2 (1946) - for orkester
- Symfoni nr. 3 (1947) - for orkester
- Symfoni nr. 4 "Til minde om V.I. Lenin" (1952) - for orkester
- Symfoni nr. 5 "Mennesket, Jorden, Rummet" (1972) - for orkester
- Symfoni nr. 6 "Den 20 Januar" (1991) - for orkester
- Symfoni nr. 7 "Til minde om offrerne" (1992) - for orkester
- Symfoni nr. 8 "Han er blevet valgt af tiden" (1996) - for orkester
- Symfoni nr. 9 "Op i højderne" (1997) - for orkester
- Sinfonietta (1938) - for orkester